# Sör-Gårdsjön
Sör-Gårdsjön är en sjö i Avesta kommun i Dalarna och ingår i Dalälvens huvudavrinningsområde. Sjön har en area på 0,0726 kvadratkilometer och ligger 142 meter över havet.

## Delavrinningsområde
Sör-Gårdsjön ingår i det delavrinningsområde (668913-153941) som SMHI kallar för Inloppet i Sinken. Medelhöjden är 144 meter över havet och ytan är 4,04 kvadratkilometer. Det finns ett avrinningsområde uppströms, och räknas det in blir den ackumulerade arean 10,72 kvadratkilometer. Vattendraget som avvattnar avrinningsområdet har biflödesordning 3, vilket innebär att vattnet flödar genom totalt 3 vattendrag innan det når havet efter 108 kilometer. Avrinningsområdet består mestadels av skog (70 procent). Avrinningsområdet har 0,07 kvadratkilometer vattenytor vilket ger det en sjöprocent på 1,8 procent.